# How Am I Supposed to Live Without You
How Am I Supposed to Live without You（ハウ・アム・アイ・サポーズド・トゥ・リヴ・ウィズアウト・ユー）は、元々、ローラ・ブラニガンが1983年に録音した歌である。

## 解説
この歌は、マイケル・ボルトンとダグ・ジェイムズが書いたもので、後に同じ1980年代のうちにボルトンが自分でも録音している。初めてミュージック・ヴィデオになったのは1985年のことで、女優のリサ・ハートマンが演じ、夜の連続ドラマ、「ノッツ・ランディング」で紹介された。ローラ・ブラニガンの2枚目のソロアルバム「ブラニガン2」の中から2枚目のシングルとして発売され、ビルボード・チャートのアダルト・コンテンポラリー部門で3週間、第1位になっている。また、1983年10月前半の「最新の100曲」部門では第12位まで上昇している。ブラニガンのこのシングルは、カナダのアダルト・コンテンポラリー・チャートでも第１位に輝いている。こうした成功はいずれもミュージック・ヴィデオに頼ることなく達成されたものだった。ブラニガンは、アメリカ国内の各放送局で一斉に放送される、順位を発表しながら歌を紹介する番組、「ソリッド・ゴールド」の中で、1983年の暮れにこの曲を歌っている。また、年末の特別番組「ディック・クラークの大晦日はロック」にもこの曲で出演している。
マイケル・ボルトンとダグ・ジェイムズはこの曲を共作したのだが、この曲とブラニガンのシングルは、ソングライターとして彼らの最初のヒットとなった。ボルトンは、彼自身の歌手としてのキャリアは1987年に入るまではぱっとしないのだが、そのまま曲の共作を続け、ロック・バラードの「アイ・ファウンド・サムワン」を1985年のブラニガンのアルバム「ホールド・ミー」に提供している。そしてもう一曲、ボルトンとジェイムズの共作曲である「イッツ・ビーン・ハード・イナフ・ゲッティング・オーヴァー・ユー」が1993年にブラニガンの「オーヴァー・マイ・ハート」で録音されている。アルバム「ブラニガン2」は2004年に製造終了となったが、ブラニガンのオリジナル・ヴァージョンは「ベスト・オヴ・ブラニガン」（1995年）、「エッセンシャルズ」（2002年）、「プラチナ・コレクション」（2006年）等で聴くことができる。
シングルのＢ面には、ジャンカルロ・ビガッツィとウンベルト・トッツィのイタリア語の歌である「ママ」の曲に、歌詞を新たに作って歌った曲が収録された。このイタリア人のデュオは、ブラニガンの最初のヒット曲となった「グロリア」の曲を書いた二人だった（この「グロリア」でも、歌詞は英語で新しく書き直されている）。ブラニガンは、さらにこの二人が書いた曲「セルフ・コントロール」と「ティ・アモ」でヒットを狙った。歌詞はやはり英語で書かれていたのだが、書いたのはあのダイアン・ウォーレンだった。
ブラニガンがこの曲を発表したことで、バラードが世界中で何十人ものアーティストによって英語やスペイン語で歌われるようになった。バラードを歌うことが、現代のポップ・ミュージックにおいてある種の基準となったのである。歌が含まれていない器楽演奏版は、ピアノ、ギター、サキソホン、パン・フルート、スティール・ドラムなどをフィーチャーした演奏やオルゴールなどで聴くことができる。

## マイケル・ボルトンのヴァージョン
1989年、マイケル・ボルトン自身がこの曲を録音し、その結果ボルトン自身の過去最大のヒットとなった。1990年に、「ビルボード最新の100曲」と「アダルト・コンテンポラリー・チャート」の両方で第1位に輝いたのである。「最新の100曲」部門では、1990年に最初に第1位に輝いたシングル曲となった。このことは、この曲がアメリカのアダルト・コンテンポラリー・チャートで2度、1位になったことを意味する。ボルトンのこの曲は、彼のアルバム「ソウル・プロヴァイダー」と「マイケル・ボルトン・グレイテスト・ヒッツ（1985-1995）」に収録されている。また、アニメ「アメリカン・ダッド」の「Live and Let Fry」と題がつけられた物語の中で取り上げられている。

## 収録曲
シングル
1. "How Am I Supposed to Live Without You" – 4:29
2. "Mama" – 3:56

プロモ用シングル
1. "How Am I Supposed to Live Without You" (Short version) – 3:57
2. "How Am I Supposed to Live Without You" – 4:29